# Джозеф Декер

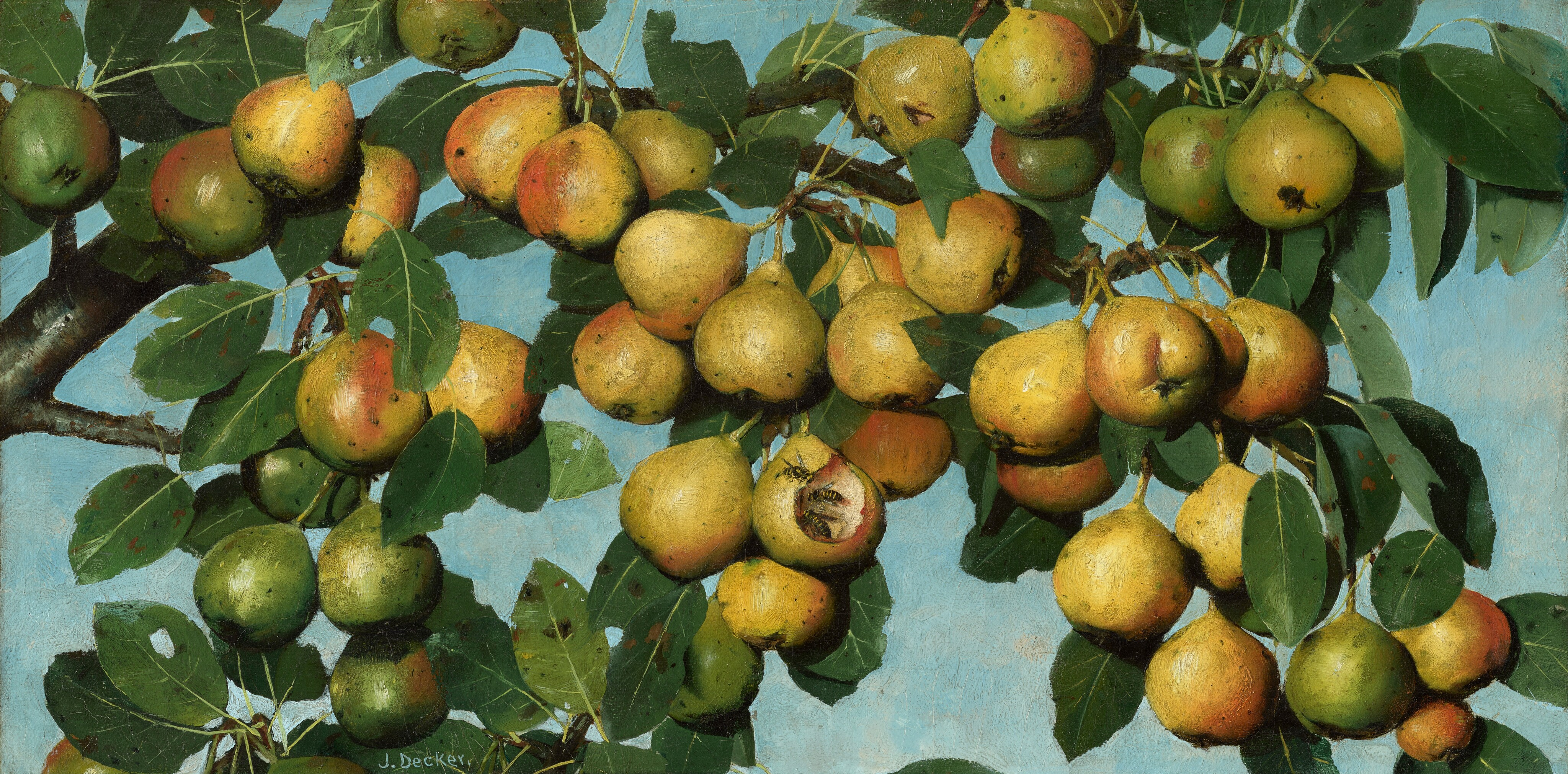
Дозріваючі груші, 1884/1885

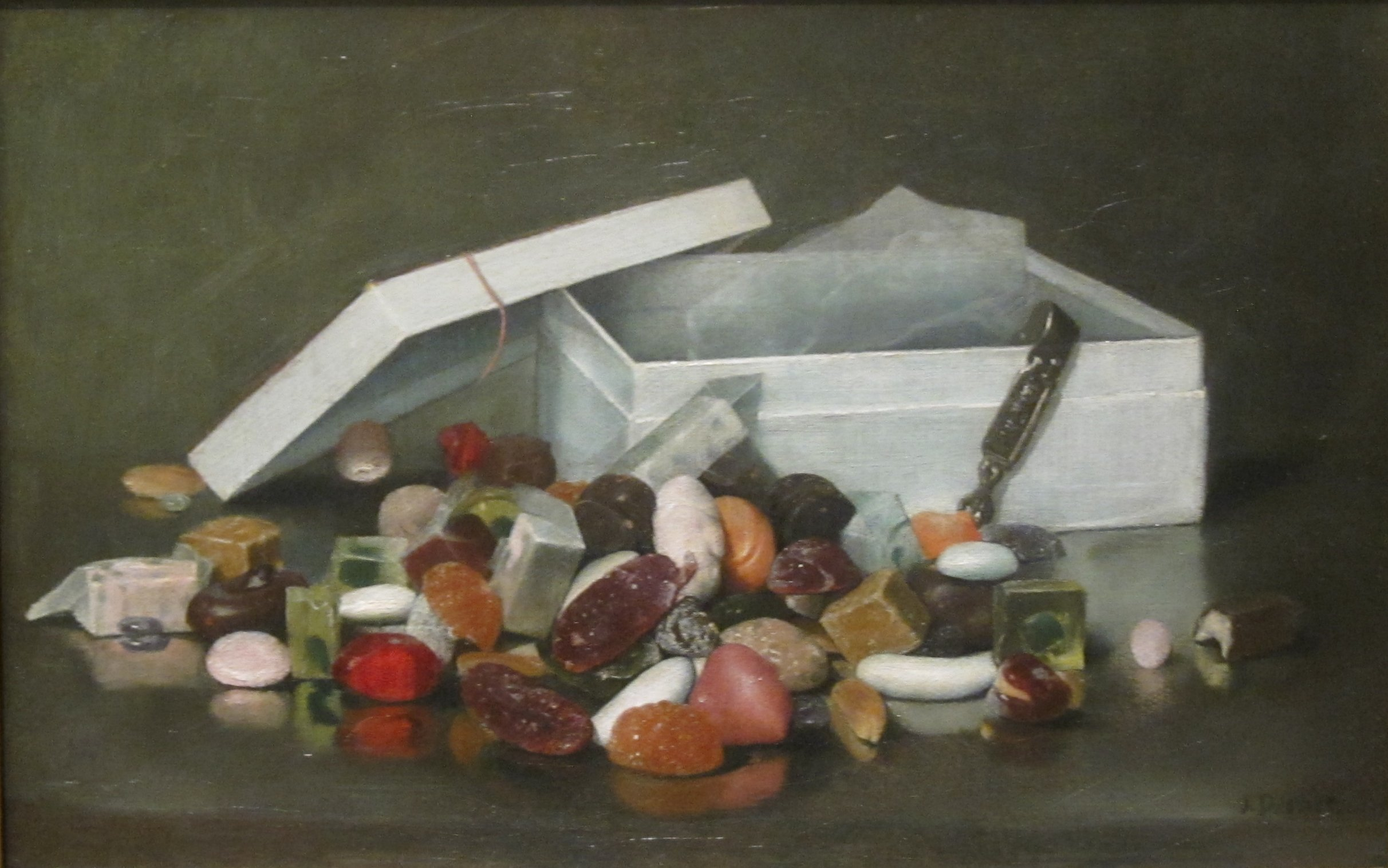
Засмучений

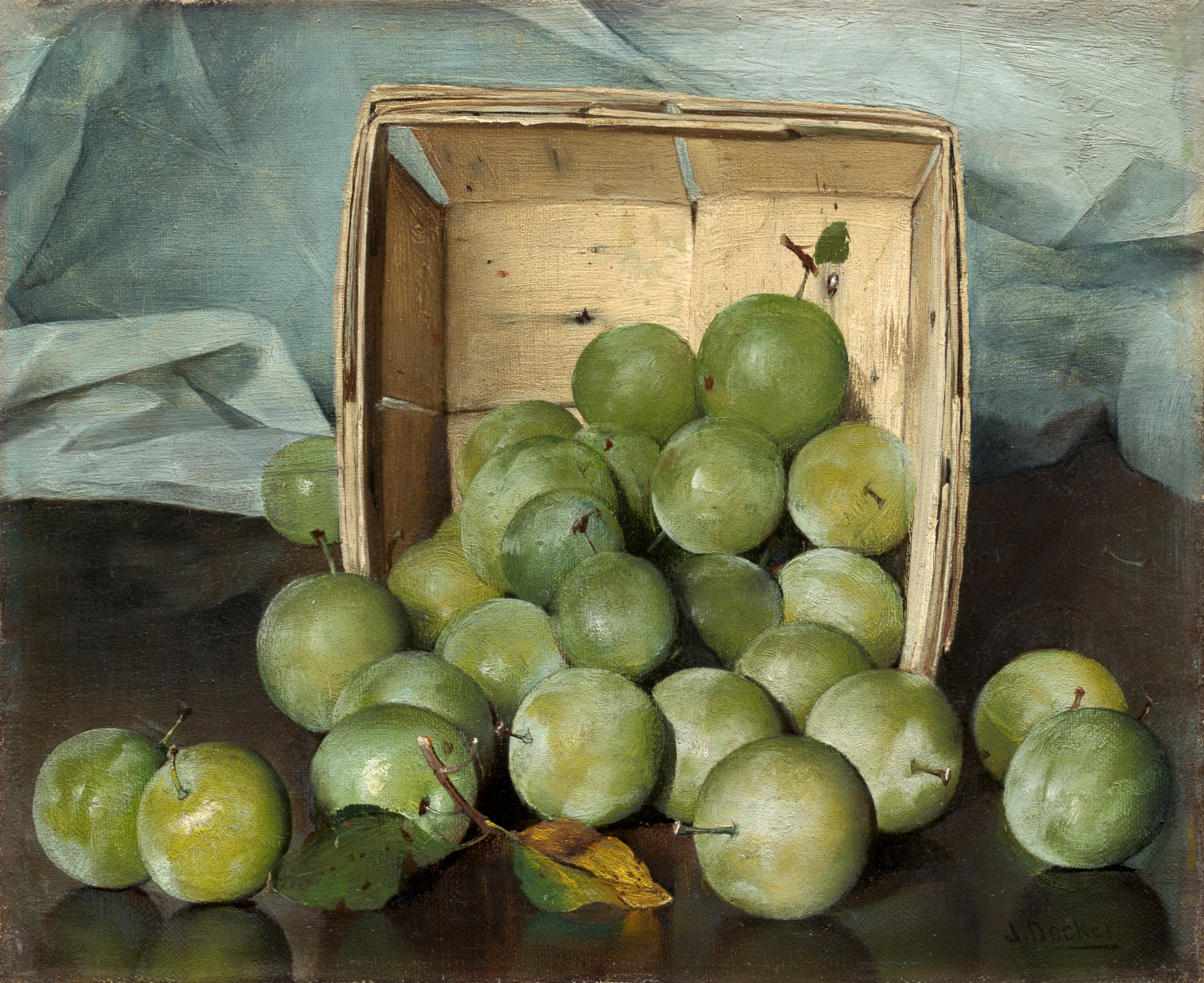
Зелені сливи, 1885

Джозеф Декер (бл. 1853 — 1 квітня 1924) — американський художник німецького походження, який спеціалізувався на натюрмортах. Його сюжетами були переважно природні та їстівні, а не рукотворні предмети.

## Біографія
Народився в Вюртемберзькому королівстві. Його батько був теслею. У віці чотирнадцяти років, у 1867 році, він разом із родиною емігрував до Сполучених Штатів. Спочатку він був учнем маляра в Брукліні, потім працював над малюванням вивісок. До середини 1870-х років він мав бажання стати серйозним художником і почав відвідувати уроки малювання в Національній академії дизайну . Вважається, що його першим учителем там був Джон Джордж Браун. За кілька років він виставляв портрети та пейзажі в Бруклінської художньої асоціації. Він зміг заощадити достатньо грошей, щоб поїхати до Мюнхена в 1879 році, де він провів рік, навчаючись у художника Вільгельма Лінденшміта.
Після повернення він виставлявся в Національній академії, Бруклінської художньої асоціації, Товаристві американських художників та Чиказькому художньому інституті. У середині 1880-х він заснував студію на Манхеттені. У 1889 році він виставлявся на Міжнародному промисловому ярмарку в Буффало. Після цього він припинив виставлятися і почав писати пейзажі; можливо, під впливом Джорджа Іннесса. Тоді й його твори стали м’якшими за тональністю. Окрім натюрмортів, він створював жанрові сцени та портрети, які увібрали форму палітри художника. Пізніше він працював на відомого колекціонера мистецтва (і його основного покровителя) Томаса Б. Кларка.
Він мав дружину та п’ятеро дітей, але тривалий час провів у Німеччині сам. Він любив тварин і включив свою домашню білку Бонні на деякі зі своїх картин. Його останні роки здебільшого не підтверджені документами, і він помер у благодійному відділенні лікарні Брукліна в 1924 році. Його роботи були забуті, поки в 1949 році на них не звернув увагу історик мистецтва Альфред Франкенштейн  Вільям Х. Гердтс, також історик мистецтва, вказав на схожість між деякими картинами Декера та ілюстраціями на пакетах з насінням, виготовлених у Рочестері, штат Нью-Йорк, приблизно в той самий час. 

## Подальше читання
- Cooper, Helen A. "The Rediscovery of Joseph Decker." The American Art Journal 5 (May 1978): 55-71.
- Gerdts, William Joseph Decker (1853-1924): Still Lifes, Landscapes and Images of Youth. Exh. cat. Coe Kerr Gallery, New York, 1988.
- Kelly, Franklin, with Nicolai Cikovsky, Jr., Deborah Chotner, and John Davis. American Paintings of the Nineteenth Century, Part I. The Collections of the National Gallery of Art Systematic Catalogue. Washington, D.C., 1996: 122-123.

## Зовнішні посилання
- Більше робіт Декера @ ArtNet